# Hornet Lookout
Le Hornet Lookout est une tour de guet du comté de Flathead, dans le Montana, aux États-Unis. Situé au sommet de Hornet Mountain, dans les montagnes Rocheuses, il est protégé au sein de la  forêt nationale de Flathead. Construit en 1922, il est inscrit au Registre national des lieux historiques depuis le 19 août 1983.